# 빌헬름 폰 훔볼트
프리드리히 빌헬름 크리스티안 카를 페르디난트 폰 훔볼트(Friedrich Wilhelm Christian Carl Ferdinand von Humboldt, /ˈhʌmboʊlt/; 독일어: [ˈvɪlhɛlm fɔn ˈhʊmbɔlt];, 1767년 6월 22일 ~ 1835년 4월 8일)는 독일의 철학자, 교육학자, 정치가이다. 그는 베를린 대학교의 공동설립자이기도 하다.
예나 대학교에서 수학하면서 저명한 문학가 실러와 평생 계속될 교분을 맺었다. 문학적 명성을 얻은 훔볼트는 1801년 교황령 주재 프로이센 공사의 직책을 맡게 되었다. 로마에서도 예술과 문학을 아낌없이 후원하여 그의 명성은 더욱 높아졌으며 1809년에는 본국으로 돌아와 교육장관을 맡게 되었다.
이어 1812년에는 오스트리아 주재 프로이센 대사로 임명되었다. 빈에 부임한 훔볼트는 1813년 열린 프라하 회의에서 당시 나폴레옹의 아내이며 합스부르크가의 일원인 마리 루이즈(신성로마제국 황제 프란츠 1세의 장녀)의 문제로 참전을 주저하고 있던 메테르니히를 설득하여 오스트리아를 러시아와 프로이센의 편으로 끌어들이는 데 크게 이바지하였다. 이후 빈 회의에 하르덴베르크 공작을 수행하여 프로이센의 사절단의 일원으로 참석하였다.
언어학자로서 그의 명성은 외교관 생활 말년(1817년경) 바스크어에 대하여 연구하여 이 분야에 대한 학계의 주목을 환기한 것으로 유명하다. 자와섬의 고대 카위어에 대한 그의 연구는 생전에 끝나지 못했는데, 그의 동생과 부슈만이 공동으로 연구를 진척시켜 1836년 간행했다.
그의 남동생 알렉산더 폰 훔볼트는 지질학자, 박물학자, 탐험가로 유명하였다.

## 같이 보기
- 빈 회의
- 하르덴베르크
- 바스크어